# Vouacapoua
Vouacapoua é um género botânico pertencente à família Fabaceae.

## Espécies
- Vouacapoua americana Aubl.: nativa dos estados de Amapá, Maranhão e Pará, em perigo crítico na lista da IUCN, encontrada apenas em poucas propriedades particulares na Amazônia. Ocorre também na Guiana, Guiana Francesa, Suriname e Peru.